# 감벨라주

감벨라주

감벨라주의 기

감벨라주(암하라어: ጋምቤላ ሕዝቦች ክልል)는 에티오피아의 주로, 북쪽과 서쪽으로는 남수단과 국경을 맞대고 있다. 주도는 감벨라이며 면적은 25,802.01km2, 인구는 306,916명(2007년 기준), 인구밀도는 9.6명/km2이다.